# 盧卡國際漫畫節
43°48′N 10°30′E / 43.8°N 10.5°E
盧卡國際漫畫節（英語：Lucca Comics & Games），是每年10月底在義大利托斯卡尼大區盧卡省的盧卡市所舉行的漫畫與電玩展覽會，此漫畫節規模為歐洲最大、世界第二大，僅次於日本東京都的Comic Market。

## 歷史與組織
此漫畫節的前身名為「國際漫畫沙龍」（義大利語：Salone Internazionale del Comics），於1965年首次在博尔迪盖拉（Bordighera）舉辦。1966年移到盧卡市中心的一處小型廣場舉行，隨著規模擴大，1980年代起移師到該市較大的運動中心舉行，直到1992年為止。1995年至2005年改至羅馬舉辦。
在國際漫畫沙龍移到羅馬舉辦之後，盧卡市另外發起新的漫畫節，名為「Lucca Comics」，1996年改名為「Lucca Comics & Games」。2006年，為慶祝漫畫節40週年，移師回市中心的廣場搭帳篷舉行。

## 另見
- 安古蘭國際漫畫節

## 外部連結
- 官方网站